# Horsebridge
Horsebridge – wieś w Anglii, w hrabstwie Hampshire, w dystrykcie Test Valley. Leży 9 km na zachód od miasta Winchester i 108 km na południowy zachód od Londynu.